# Ache
Pour les articles homonymes, voir Ache (homonymie).
Taxons concernés
Dans la famille des Apiaceae
- Tous les représentants des genres :
  - Apium
  - Helosciadium
- Certains représentants des genres :
  - Aethusa
  - Cnidium
  - Levisticum
  - Smyrniummodifier

L'ache (nom féminin) est un nom vernaculaire ambigu désignant en français plusieurs espèces de plantes de la famille des Apiaceae, principalement classées avec les céleris dans le genre Apium.

## Espèces appelées « ache »
- Ache : Apium graveolens
- Ache des chiens : Aethusa cynapium
- Ache corse : Helosciadium crassipes
- Ache faux-cresson : Helosciadium inundatum,  Helosciadium nodiflorum
- Ache inondée : Helosciadium inundatum
- Ache des marais (ou Ache mortuaire) : Apium graveolens
- Ache de montagne : Levisticum officinale
- Ache nodiflore : Helosciadium nodiflorum
- Ache noueuse : voir ache nodiflore
- Ache odorante : voir ache des marais
- Ache puante : voir ache des marais
- Ache rampante : Helosciadium repens
- Grande ache : Smyrnium olusatrum
- Cnide fausse ache : Cnidium silaifolium

## Décoration
En décoration architecturale du Moyen Âge, la feuille d'ache a été souvent reproduite lors de la période ogivale, ainsi que dans l'art du blason où elle sert de fleuron sur certaines couronnes, en particulier (en France) celles de duc et de marquis.

## Histoire
Les Grecs en couronnaient les vainqueurs des Jeux isthmiques : les vertes tiges de l'ache couronnent le front de ce vainqueur heureux (Pindare).

## Symbolisme
L'ache symbolise une jeunesse triomphante et joyeuse.  Si elle jouait un rôle important dans les cérémonies funèbres, c'était pour indiquer l'état d'éternelle jeunesse, auquel le défunt venait d'accéder.